# Dans la vie d'une autre

Dans la vie d'une autre (Not My Life) est un téléfilm américano-canadien de John Terlesky et diffusé le 3 septembre 2006 sur Lifetime.

## Synopsis
Devenue amnésique à la suite d'un accident de voiture, une femme découvre l'impensable en recouvrant peu à peu la mémoire.

## Fiche technique
- Réalisation : John Terlesky (en)
- Scénario : Paul A. Birkett
- Société de production : CineTel Films (en)

## Distribution
- Meredith Monroe (VF : Barbara Delsol) : Alison Morgan
- Ari Cohen (en) (VF : Guillaume Lebon) : Steve Morgan
- Michael Woods (VF : Emmanuel Karsen) : Jack Kruegher
- Ellie Harvie (en) (VF : Brigitte Virtudes) : Janet
- Iris Paluly (VF : Josy Bernard) : Dr. Jennifer Prasad
- Jeanie Cloutier : Cynthia
- Dena Ashbaugh : Infirmière
- Nels Lennarson : Greg
- Tessa Tennant : Becky à 6 ans
- Sarah Johns : Mère de la jeune fille
- Yee Jee Tso (en) : Technicien informatique
- Dallas Blake : Agent spécial Purdue
- Brad Dryborough : Expert scientifique

 Source et légende : version française (VF) sur RS Doublage et selon le carton du doublage français télévisuel.